# Ramaria polonica
Ramaria polonica är en svampart som beskrevs av R.H. Petersen 1975. Ramaria polonica ingår i släktet Ramaria och familjen Gomphaceae.   Inga underarter finns listade i Catalogue of Life.